# Профантер, Урсула
Урсула Профантер (нем. Ursula Profanter; 22 марта 1968, Грац) — австрийская гребчиха-байдарочница, выступала за сборную Австрии на всём протяжении 1990-х годов. Участница трёх летних Олимпийских игр, дважды бронзовая призёрка чемпионатов мира, серебряная и бронзовая призёрка чемпионатов Европы, победительница многих регат национального и международного значения. Также известна по гребле на бурной воде и по марафонской гребле.

## Биография
Урсула Профантер родилась 22 марта 1968 года в городе Граце федеральной земли Штирия. Активно заниматься греблей на байдарках начала с раннего детства, проходила подготовку в местном одноимённом каноэ-клубе «Грац».
Благодаря череде удачных выступлений удостоилась права защищать честь страны на летних Олимпийских играх 1992 года в Барселоне — стартовала здесь в одиночках на пятистах метрах, дошла до финала и показала в решающем заезде пятый результат, немного не дотянув до призовых позиций. Четыре года спустя прошла квалификацию на Олимпийские игры в Атланте — на сей раз в той же дисциплине стала в финале шестой.
Первого серьёзного успеха на взрослом международном уровне Профантер добилась в 1997 году, когда попала в основной состав австрийской национальной сборной и побывала на возобновлённом чемпионате Европы в болгарском Пловдиве, где трижды поднималась на пьедестал почёта во всех трёх женских одиночных дисциплинах, в том числе получила серебряную медаль на двухстах метрах, бронзовую медаль на пятистах метрах и ещё одну серебряную медаль на тысяче метрах. Также в этом сезоне выступила на чемпионате мира в канадском Дартмуте, откуда привезла две награды бронзового достоинства, выигранные в зачёте одиночных байдарок на дистанциях 500 и 1000 метров.
Будучи в числе лидеров гребной команды Австрии, отобралась на Олимпийские игры 2000 года в Сиднее — в полукилометровой гонке одиночек финишировала в финале восьмой. Вскоре по окончании этих соревнований приняла решение завершить карьеру профессиональной спортсменки, уступив место в сборной молодым австрийским гребчихам.
Помимо участия в соревнованиях по спринтерской гребле на гладной воде, Урсула Профантер также регулярно принимала участие в соревнованиях по гребле на воде с бурным течением. Является трёхкратной чемпионкой мира по гребле на воде с бурным течением (1993, 1995, 1996), бронзовая призёрша чемпионата мира по марафонской гребле.